# ビカール環礁
座標: 北緯12度14分10秒 東経170度06分20秒 / 北緯12.23611度 東経170.10556度

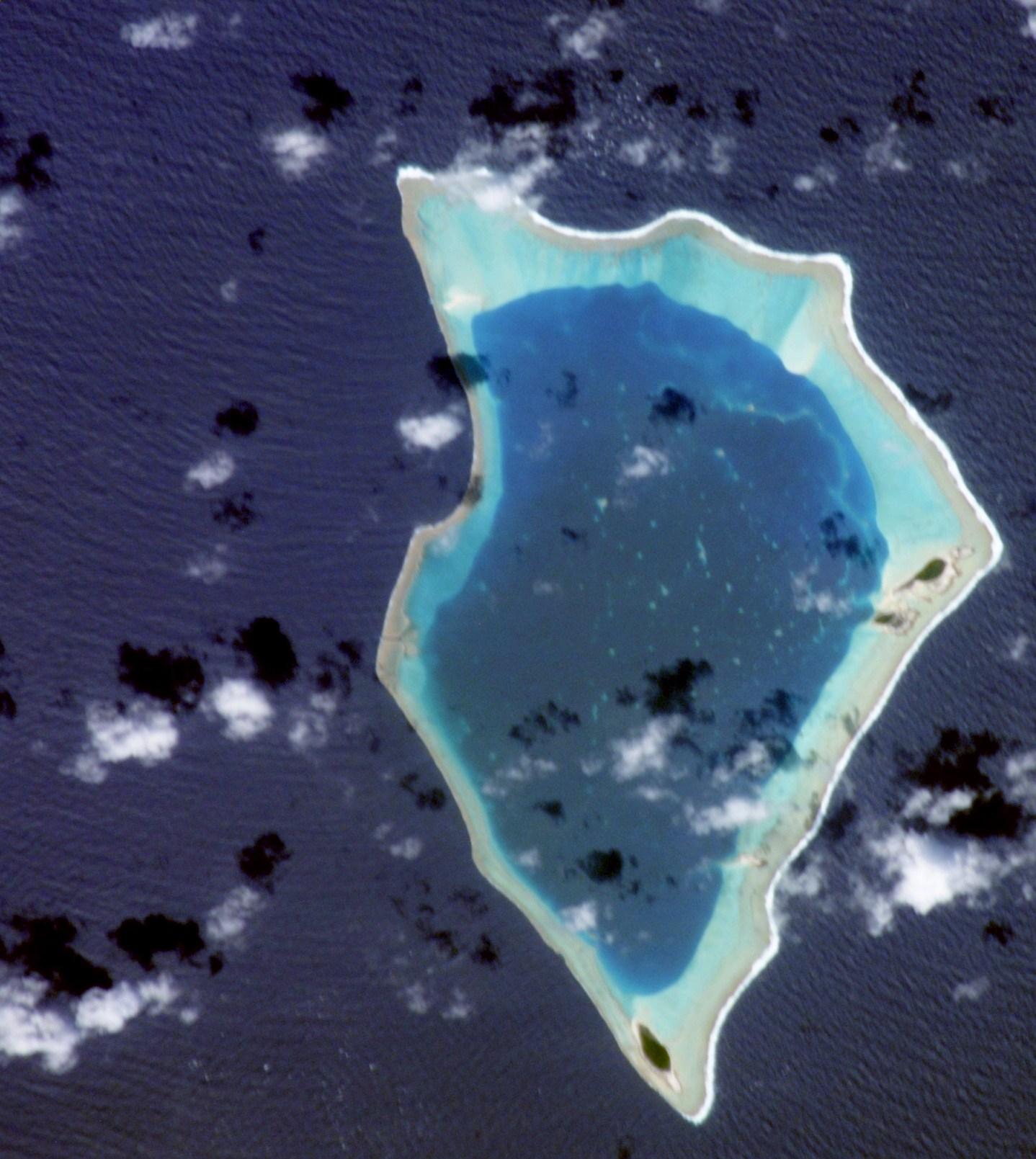
ビカール環礁

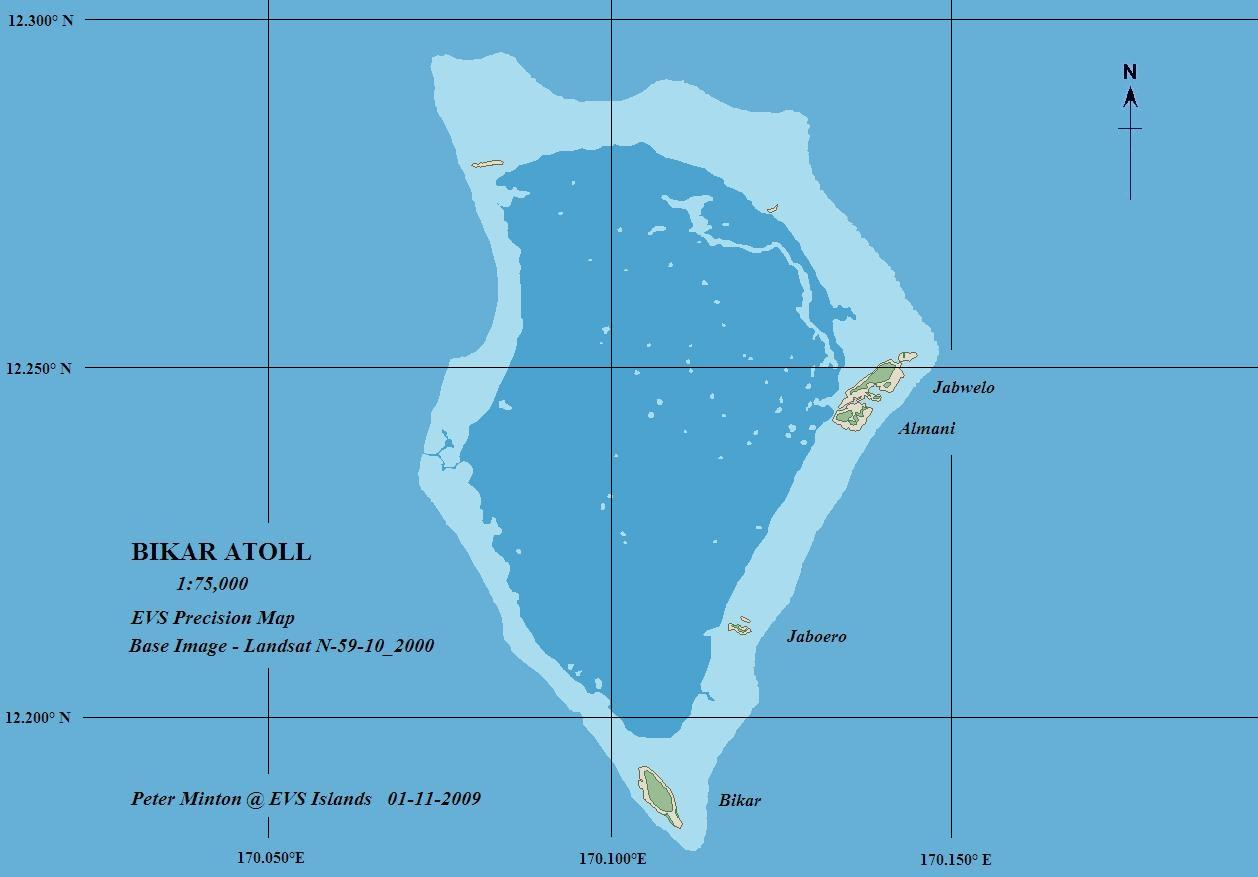
ビカール環礁の地図

ビカール環礁は、太平洋上の環礁で、国際法上はマーシャル諸島共和国のラタック列島に属している。この環礁は、マーシャル諸島の中でも最小の環礁の1つである。
ビカール環礁は、マーシャル諸島の首都があるマジュロ環礁の北579kmに位置しており、ボカック環礁からは南南東に320km、そしてウチリック環礁からは北に119kmの位置にある無人の環礁である。ビカール環礁の陸地の総面積は0.49km2に過ぎないが、環礁の総面積は37.4km2にもなる。
環礁の中の主な小島としてビカール島、ジャベロ島、アルマーニ島、ジャボエロ島が挙げられる。